# William H. Ziegler
Pour les articles homonymes, voir Ziegler.
Ne pas confondre avec l'homme d'affaires américain William Ziegler (1843-1905).
William H. Ziegler (souvent crédité William Ziegler) est un monteur américain, né le 4 septembre 1909 à Philadelphie (Pennsylvanie), mort le 2 juillet 1977 à Los Angeles, quartier d'Encino (Californie).

## Biographie
Au cinéma — où il est monteur d'une centaine de films américains en tout —, William H. Ziegler débute sur des courts métrages sortis entre 1935 et 1938, dont En vadrouille de Charley Chase et Harold Law (1936, avec Charley Chase et Rosina Lawrence) et Feed 'em and Weep de Gordon Douglas (1938, de la série cinématographique Les Petites Canailles).
Les deux premiers longs métrages qu'il monte sortent en 1939, dont Capitaine Furie d'Hal Roach (avec Brian Aherne et Victor McLaglen). Parmi ses films notables, citons Duel au soleil de King Vidor (1946, avec Jennifer Jones et Gregory Peck), L'Inconnu du Nord-Express d'Alfred Hitchcock (1951, avec Farley Granger et Robert Walker), La Fureur de vivre de Nicholas Ray (1955, avec James Dean et Natalie Wood), My Fair Lady de George Cukor (1964, avec Audrey Hepburn et Rex Harrison) et Le Survivant de Boris Sagal (1971, avec Charlton Heston et Anthony Zerbe). Son dernier film est Un silencieux au bout du canon de John Sturges (avec John Wayne et Eddie Albert), sorti en 1974.
Durant sa carrière, il obtient trois nominations (dont une pour My Fair Lady précité) à l'Oscar du meilleur montage, mais n'en gagne pas.
Pour la télévision, William H. Ziegler est monteur sur cinq séries (1953-1959) et deux téléfilms (1973-1975).

## Filmographie partielle

### Cinéma
- 1936 : En vadrouille (On the Wrong Trek) de Charley Chase et Harold Law (court métrage)
- 1937 : Mail and Female de Fred C. Newmeyer
- 1938 : Feed 'em and Weep de Gordon Douglas (court métrage)
- 1939 : Capitaine Furie (Captain Fury) de Hal Roach
- 1939 : Le Roi des reporters (The Housekeeper's Daughter) de Hal Roach
- 1940 : Her First Romance d'Edward Dmytryk
- 1940 : En croisière (Saps at Sea) de Gordon Douglas
- 1943 : La Vie aventureuse de Jack London (Jack London) de Alfred Santell
- 1944 : Étranges vacances (I'll Be Seeing You) de William Dieterle
- 1945 : La Maison du docteur Edwardes (Spellbound) de Alfred Hitchcock
- 1946 : Duel au soleil (Duel in the Sun) de King Vidor
- 1948 : La Corde (Rope) de Alfred Hitchcock
- 1949 : Avant de t'aimer (Not Wanted) de Ida Lupino
- 1951 : La Ronde des étoiles (Starlift) de Roy Del Ruth

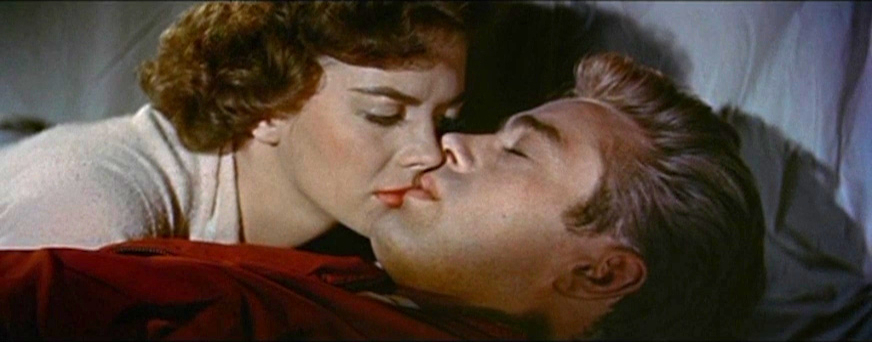
La Fureur de vivre (1955), avec Natalie Wood et James Dean

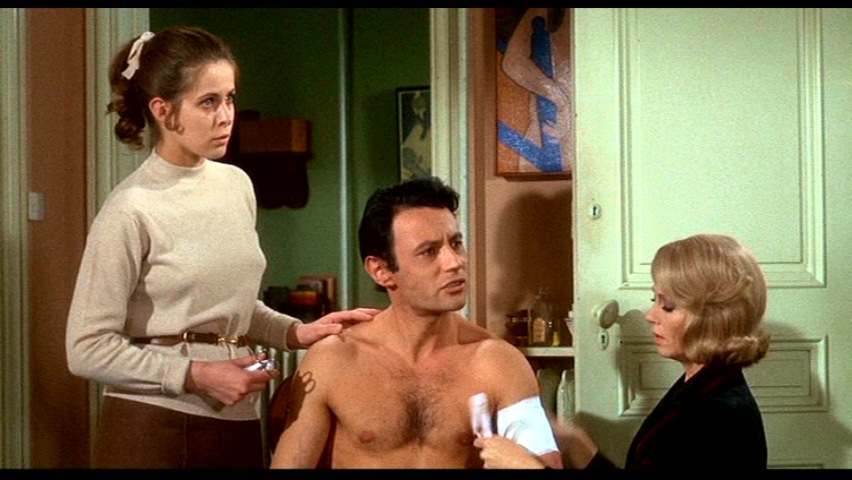
L'Étau (1969), avec Claude Jade, Michel Subor et Dany Robin (de g. à d.)

- 1951 : L'Inconnu du Nord-Express (Strangers on a Train) de Alfred Hitchcock
- 1951 : Jeu, set et match (Hard, Fast and Beautiful) de Ida Lupino
- 1953 : Le Nouveau Chant du désert (The Desert Song) de H. Bruce Humberstone
- 1954 : Un amour pas comme les autres (Young at Heart) de Gordon Douglas
- 1955 : La Fureur de vivre (Rebel Without a Cause) de Nicholas Ray
- 1955 : Le Cri de la victoire (Battle Cry) de Raoul Walsh
- 1955 : Le Renard des océans (The Sea Chase) de John Farrow
- 1956 : Serenade d'Anthony Mann
- 1957 : Pique-nique en pyjama (The Pajama Game) de Stanley Donen et George Abbott
- 1958 : Ma tante (Auntie Mame) de Morton DaCosta
- 1958 : Deux farfelus au régiment (No Time for Sergeants) de Mervyn LeRoy
- 1959 : Ce monde à part (The Young Philadelphians) de Vincent Sherman
- 1959 : Le Géant du Grand Nord (Yellowstone Kelly) de Gordon Douglas
- 1960 : Les Aventuriers (Ice Palace) de Vincent Sherman
- 1962 : The Music Man de Morton DaCosta
- 1963 : Ma femme est sans critique (Critic's Choice) de Don Weis
- 1964 : My Fair Lady de George Cukor
- 1967 : A Covenant with Death de Lamont Johnson
- 1968 : Les Pervertis (Pretty Poison) de Noel Black
- 1968 : Les Cinq Hors-la-loi (Firecreek) de Vincent McEveety
- 1969 : L'Étau (Topaz) d'Alfred Hitchcock
- 1969 : Une si belle garce (The Big Bounce) de Alex March
- 1970 : El Condor de John Guillermin
- 1971 : Le Survivant (The Omega Man) de Boris Sagal
- 1972 : 1776 de Peter H. Hunt
- 1974 : Un silencieux au bout du canon (McQ) de John Sturges

### Télévision
- 1973 : A Brand New Life, téléfilm de Sam O'Steen
- 1975 : Queen of the Stardust Ballroom, téléfilm de Sam O'Steen

## Distinctions
- Trois nominations à l'Oscar du meilleur montage :
  - En 1959, pour Ma tante ;
  - En 1963, pour The Music Man ;
  - Et en 1965, pour My Fair Lady.